# Корінт (Техас)
Корінт (англ. Corinth) — місто (англ. city) в США, в окрузі Дентон штату Техас. Населення — 22 634 особи (2020).

## Географія
Корінт розташований за координатами 33°8′38″ пн. ш. 97°4′21″ зх. д. / 33.14389° пн. ш. 97.07250° зх. д. (33.143770, -97.072491).  За даними Бюро перепису населення США в 2010 році місто мало площу 20,36 км², з яких 20,21 км² — суходіл та 0,16 км² — водойми.

## Демографія
Згідно з переписом 2010 року, у місті мешкало 19 935 осіб у 6897 домогосподарствах у складі 5520 родин. Густота населення становила 979 осіб/км².  Було 7138 помешкань (351/км²).
Расовий склад населення:
| - 84,7 % — білих - 5,7 % — чорних або афроамериканців - 2,7 % — азіатів - 0,8 % — корінних американців - 3,2 % — осіб інших рас |

До двох чи більше рас належало 2,9 %. Частка іспаномовних становила 11,8 % від усіх жителів.
За віковим діапазоном населення розподілялося таким чином: 29,6 % — особи молодші 18 років, 63,3 % — особи у віці 18—64 років, 7,1 % — особи у віці 65 років та старші. Медіана віку мешканця становила 35,7 року. На 100 осіб жіночої статі у місті припадало 95,9 чоловіків;  на 100 жінок у віці від 18 років та старших — 93,0 чоловіків також старших 18 років.
Середній дохід на одне домашнє господарство  становив 98 414 долари США (медіана — 90 505), а середній дохід на одну сім'ю — 104 705 доларів (медіана — 98 233). Медіана доходів становила 61 299 доларів для чоловіків та 50 120 доларів для жінок. За межею бідності перебувало 6,2 % осіб, у тому числі 9,2 % дітей у віці до 18 років та 2,3 % осіб у віці 65 років та старших.
Цивільне працевлаштоване населення становило 10 516 осіб. Основні галузі зайнятості: освіта, охорона здоров'я та соціальна допомога — 22,7 %, роздрібна торгівля — 12,0 %, науковці, спеціалісти, менеджери — 11,5 %.